# Jüdischer Friedhof (Börry)

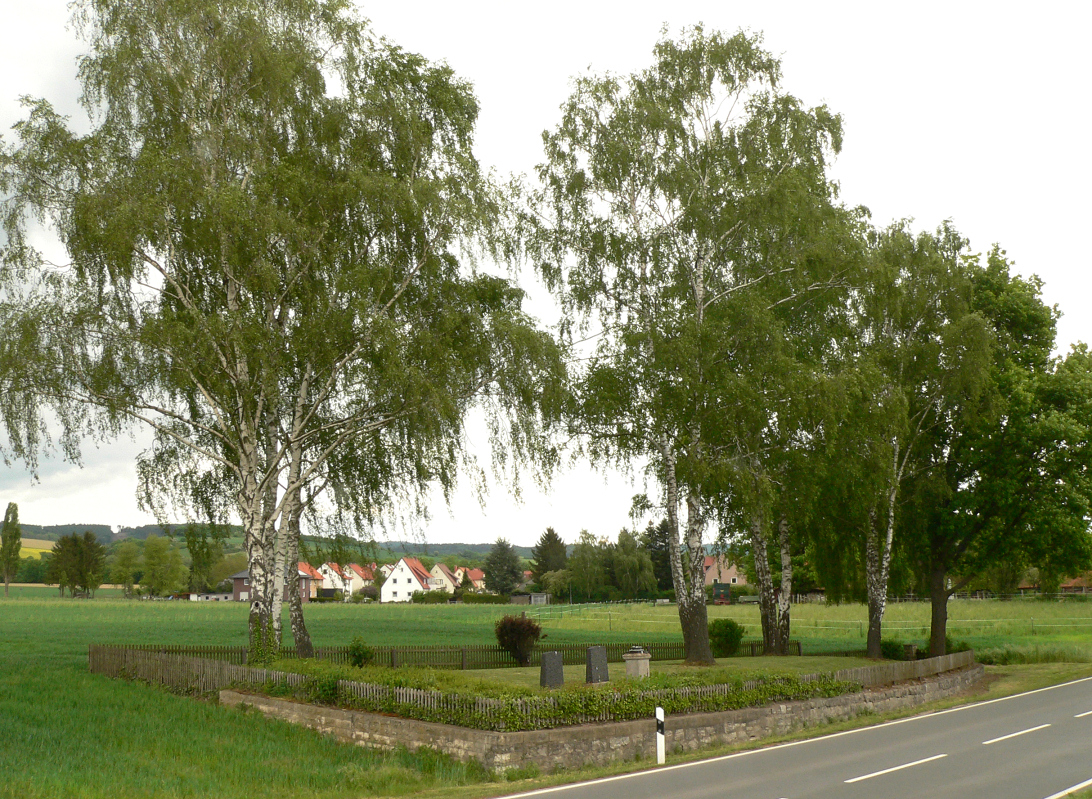
Jüdischer Friedhof Börry (2016)

Der jüdische Friedhof im Ortsteil Börry der Gemeinde Emmerthal im niedersächsischen Landkreis Hameln-Pyrmont liegt außerhalb des Dorfes Richtung Latferde im Mittelfeld. Es sind nur noch (2016) drei Grabsteine vorhanden. 

## Geschichte
Der jüdische Friedhof wurde im Jahr 1818 angelegt. Nach den Daten auf den verbliebenen Steinen fanden Beerdigungen in den Jahren 1903 bis 1914 statt. 1938 wurde der Friedhof zum großen Teil zerstört.